# Encolpius
Encolpius — рід Araneomorphae з підродини Amycinae у родині Павуків-скакунів. Представники роду зустрічаються в Південній Америці.

## Види
- Encolpius albobarbatus (Simon, 1900) — Бразилія типовий
- Encolpius fimbriatus (Crane, 1943) — Венесуела
- Encolpius guaraniticus (Galiano, 1968) — Аргентина